# Parlamentswahl in den Niederlanden 1967
Die Parlamentswahl in den Niederlanden 1967 (Tweede Kamerverkiezingen) fand am 15. Februar statt. Gewählt wurden die 150 Abgeordneten der Zweiten Kammer.
Ministerpräsidenten (Liste):
- Piet de Jong → Kabinett De Jong (KVP–VVD–ARP–CHU), 1967–1971.

## Ergebnis

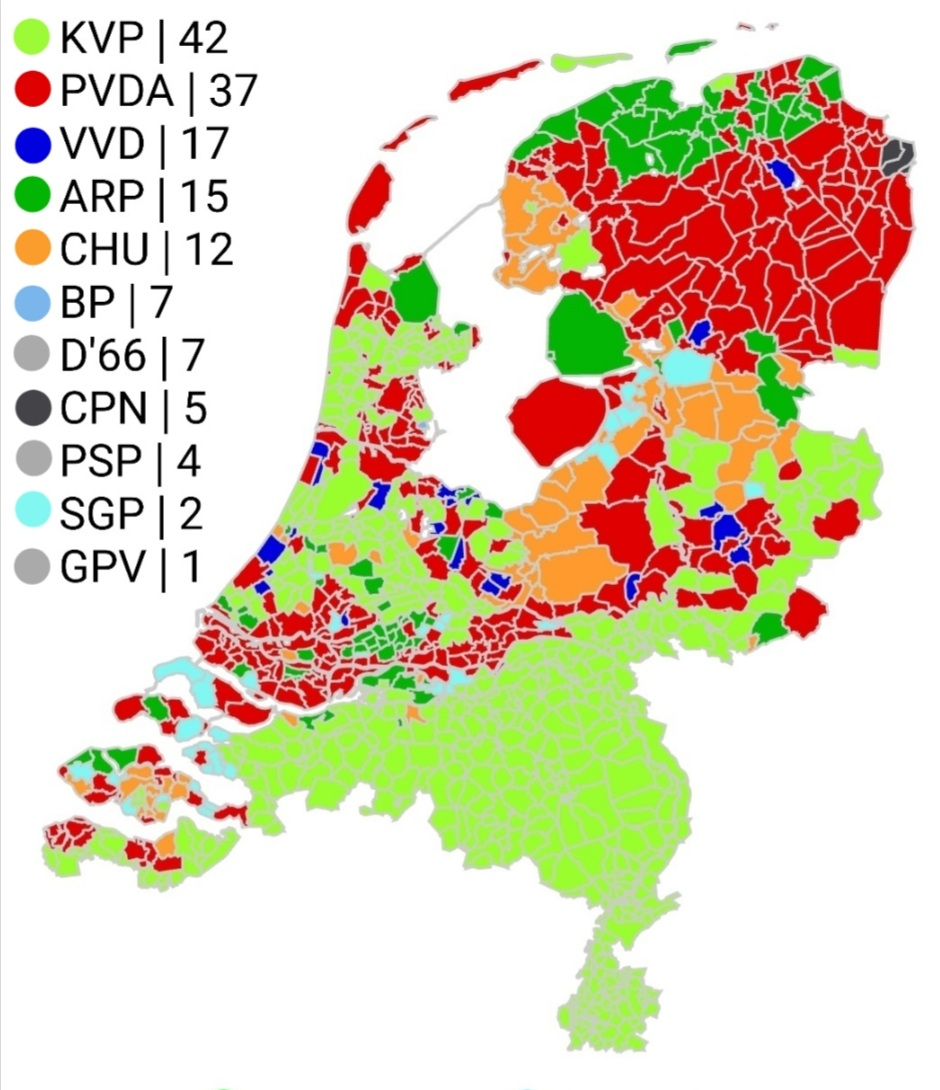
Relative Mehrheiten nach Gemeinden

| Listen                                       | Listen                                        | Stimmen   | %    | Mandate | +/- |
| -------------------------------------------- | --------------------------------------------- | --------- | ---- | ------- | --- |
|                                              | Katholieke Volkspartij (KVP)                  | 1.822.904 | 26,5 | 42      | –8  |
|                                              | Partij van de Arbeid (PvdA)                   | 1.620.112 | 23,6 | 37      | –6  |
|                                              | Volkspartij voor Vrijheid en Democratie (VVD) | 738.202   | 10,7 | 17      | +1  |
|                                              | Anti-Revolutionaire Partij (ARP)              | 681.060   | 9,9  | 15      | +2  |
|                                              | Christelijk-Historische Unie (CHU)            | 560.033   | 8,1  | 12      | –1  |
|                                              | Boerenpartij (BP)                             | 327.953   | 4,8  | 7       | +4  |
|                                              | Democraten 66 (D66)                           | 307.810   | 4,5  | 7       | Neu |
|                                              | Communistische Partij van Nederland (CPN)     | 248.318   | 3,6  | 5       | +1  |
|                                              | Pacifistisch Socialistische Partij (PSP)      | 197.206   | 2,9  | 4       | ±0  |
|                                              | Staatkundig Gereformeerde Partij (SGP)        | 138.069   | 2,0  | 3       | ±0  |
|                                              | Gereformeerd Politiek Verbond (GPV)           | 59.156    | 0,9  | 1       | ±0  |
|                                              | De Noodraad                                   | 45.421    | 0,7  | –       | Neu |
|                                              | Christelijk-Democratische Unie (CDU)          | 45.335    | 0,7  | –       | Neu |
|                                              | Partij voor Ongehuwden                        | 43.361    | 0,6  | –       | Neu |
|                                              | Landsbelangen                                 | 17.594    | 0,3  | –       | Neu |
|                                              | Liberale Volkspartij                          | 11.279    | 0,2  | –       | Neu |
|                                              | Sonstige < 0,1 %                              | 14.217    | 0,2  | –       | ±0  |
| Gesamt                                       | Gesamt                                        | 6.878.030 | 100  | 150     | –   |
|                                              |                                               |           |      |         |     |
| Quellen: Kiesraad: Proces-verbaal – Ergebnis |                                               |           |      |         |     |